# Gemini Suite Live
Gemini Suite Live is een live-album van de Britse hardrockband Deep Purple. De opnames zijn gemaakt in 1970, toen zij optraden in hun meest succesvolle samenstelling (MK2). Het album is opgenomen tijdens een concert in de Royal Festival Hall in Londen, samen met het Orchestra of the Light Music Society, gedirigeerd door Malcolm Arnold. Het concert vond plaats op 17 september 1970. De opnames zijn destijds niet uitgebracht; de eerste versie die uitgebracht is, is de cd-versie van 1993.

## Tracklist
1. First movement: gitaar/stem (Lord)
2. Second movement: orgel/bas  (Lord)
3. Third movement: drums/finale (Lord)

## Bezetting
- Ian Gillan: Zang
- Roger Glover: Basgitaar
- Ritchie Blackmore: Gitaar
- Jon Lord: keyboard, orgel
- Ian Paice: Drums, percussie
- Orchestra of the Light Music Society met als dirigent: Malcolm Arnold